# Meteorstadion
Het Meteorstadion is een multifunctioneel stadion in Dnipro, Oekraïne. Het stadion maakt deel uit van het grotere sportcomplex 'Meteor'. Er worden olympische sporten en voetbalwedstrijden gespeeld. Ook zijn er faciliteiten beschikbaar voor atletiekwedstrijden. De voetbalclub FK Dnipro maakt gebruik van dit stadion tussen 1966 en 20078, tot zij verhuisden naar de nieuwe Dnipro-Arena. Er is plaats voor 24.381 toeschouwers in het stadion.
De opening van het stadion was in 1966, op 30 augustus speelde Sjinnik Jaroslavl tegen FK Dnipro (1–3).